# 能力主義
能力主義（のうりょくしゅぎ）とは、個々人の能力の査定結果を人物評価の基準とし、待遇として反映する主義。特に企業の人事考課に利用され、この評価を地位の上下や賃金額に反映する。
成果主義と混同する例が見られるが、以下に述べるように異なる物である。
本記事では、日本において多くの企業で人事考課の基準として使われている「能力主義（能力主義管理）」について解説する。

## 概要
日本においては、1960年代頃から、従前の年功序列制度は労働力の確保には役立ったものの、これから求められる国際競争力の強化には役に立たないという認識が高まり、従業員の能力開発を促し、良質化した労働力を効率的に活用すべきとして、能力主義による人事考課が年功序列に替わって徐々に採用されていった。その流れを決定付けたのが、1969年に当時の日本経営者団体連盟（日経連、現在の日本経団連）が発表した『能力主義管理-その理論と実践』である。
この制度における評価される「能力」とは、前出レポートによれば「企業目的達成のために貢献する職務遂行能力（職能）」を意味する。この査定には、顕在能力（営業成績等の具体的な業績）のみならず、潜在能力（企業・上司からの期待）、知識（研修、国家・公的資格取得など）、態度（性格･意欲など）、経験などの要素が採用される。この点が成果主義との相違点である。
能力主義管理の実施の核となるのが、「職能資格制度」である。これは、能力に応じて昇格する「（職能）資格等級」と、課長・部長などといった「ポスト（役職）」が並列して存在し、従業員は資格等級に応じた給与・ポスト等の待遇が与えられる。つまり、資格等級が処遇を決定するのであるから、従業員は等級の昇格を目指すことになる。
この資格等級の昇格は、「能力（職務遂行能力）」が各等級に設定された「職能要件」に達しているかどうかで判断される。
とは言え実際は、賃金は基本的に職能給（職能資格が基準）と年齢給（年齢もしくは勤続年数が基準）の2本立てで算出される点、資格等級の昇格要件に「必要滞留年数」（前回の昇格より一定期間以上経過している事が条件となる）が設けられる事がある点など、年功序列的運用が維持された。日経連は、年功序列の下で培われた集団主義（組織の秩序や和）という長所を評価しており、この長所は維持されるべきとしていたので、この点は事実上許容された。つまり、この制度は年功序列・終身雇用を踏まえた『特殊日本的な状況下で構築された日本型能力主義』と言える。

## 長所と短所
長所
1. 資格等級に定員は無いため、役職の空きが無い場合でも功績に報いることができ、従業員のモラールの維持・向上を図れる。
2. 長期にわたる人材の定着が図れることから、管理者候補たる人材をストックできる。
3. 能力の向上が昇格・昇進に繋がるため、従業員が能力開発に積極的になり、労働力の質的向上が図れる。

短所
1. 能力の査定に潜在能力や情意（態度、やる気など）などの数字で表せない項目が存在するため、評価者の主観に影響される。
2. 考課過程や能力評価の結果が非公開の企業が多く、公正性・透明性が十分に担保されていない。
3. 運用上年功が考慮されており、完全な能力主義とは言い難い（ただし、職務経験も能力主義の評価基準の一つであり、年功が考慮されて然るべきとも言える。）。
4. 高齢・高資格の従業員が企業内に滞留することによる人件費の増加。
5. この制度は終身（長期）雇用が前提であるため、結婚・出産による退職もしくは長期休業が予想される女性に対しては適用されない、もしくは区別・差別的取扱いがなされる事が多い。コース別管理制度、一般職も参照のこと。